# Neoschrammeniella fulvodesmus
Neoschrammeniella fulvodesmus är en svampdjursart som beskrevs av Claude Lévi & Pierrette Lévi 1983. Neoschrammeniella fulvodesmus ingår i släktet Neoschrammeniella och familjen Corallistidae.
Artens utbredningsområde är havet kring Nya Kaledonien. Inga underarter finns listade i Catalogue of Life.